# おむこさん
『おむこさん』は、1990年4月16日から同年6月1日までTBS系列「花王 愛の劇場」枠にて放送されていた日本のテレビドラマ。

## キャスト
- 石川秀美[2]
- 尾美としのり
- 菅井きん
- 長内美那子
- アパッチけん
- 青江薫
- 山本清
- 鷲見利恵
- 坂本万里子
- 番哲也
- 山梨ハナ
- 田村美幸
- 友里千賀子
- 沢向要士
- 鈴木弥生
- 渡辺富美子
- 朝比奈順子
- 町田博子
- 遠山俊也
- きたろう
- 大河内浩
- 早川純一
- 天現寺竜
- 北見誠

## スタッフ
- 製作 オフィス・ヘンミ・TBS

## 主題歌
- 『Lucy』

作詞 - 山田ひろし / 作曲 - 中崎英也 / 編曲 - 岩崎文紀 / 歌 - 石川秀美（BMGビクター）